# ラッセル・モックリッジ
ラッセル・モックリッジ（Russell Mockridge、1928年7月18日 - 1958年9月13日）は、オーストラリア・メルボルン生まれ、ビクトリア州・ジーロング育ちの自転車競技選手。

## 経歴
1948年ロンドンオリンピックでは3種目に出場。
1952年ヘルシンキオリンピックにおいて、1kmタイムトライアルでは当時のオリンピック新記録で、そしてタンデムスプリントも制し、2つの金メダルを獲得。またグランプリ・ド・パリ（オープンレース）では、プロの世界チャンピオンであるレジナルド・ハリスを破って優勝。
1954年、プロに転向。国内選手権・個人ロードレースで3連覇を達成した。
しかし1958年9月13日、ツアー・オブ・ギプスランドのレース中、バスと衝突して死亡した。30歳没。

## 主な戦績
1951年
- トラックレース世界選手権 アマスプリント 2位

1952年
- ヘルシンキオリンピック
  - 1kmタイムトライアル 優勝
  - タンデムスプリント 優勝（+ ライオネル・コックス）
- グランプリ・ド・パリ オープン&アマ部門 優勝

1953年
- グランプリ・ド・パリ アマ部門優勝

1955年
- パリ6日間レース 優勝（+ レジナルド・アーノルド、シドニー・パターソン）
- ツール・デュ・ヴォクリューズ 優勝

1956年
- オーストラリア選手権・個人ロードレース 優勝

1957年
- オーストラリア選手権・個人ロードレース 優勝
- ヘラルド・サンツアー 総合優勝

1958年
- オーストラリア選手権・個人ロードレース 優勝